# Triphleba intempesta
Triphleba intempesta är en tvåvingeart som beskrevs av Schmitz 1918. Triphleba intempesta ingår i släktet Triphleba och familjen puckelflugor. Arten har ej påträffats i Sverige. Inga underarter finns listade i Catalogue of Life.